# 1982
1982（千九百八十二、一九八二、せんきゅうひゃくはちじゅうに）は、自然数また整数において、1981の次で1983の前の数である。

## 性質
- 1982は合成数であり、約数は1, 2, 991, 1982である。
  - 約数の和は2976。
- 573番目の半素数である。1つ前は1981、次は1983。
  - 1981～1983まで3連続で半素数となる26番目の数である。1つ前は1941～1943、次は2101～2103。
- 各位の和が20になる80番目の数である。1つ前は1973、次は1991。

## その他 1982 に関連すること
- 西暦1982年
- 1982 カンピオナート・ブラジレイロ・セリエA
- ツール・ド・フランス1982
- 1979-1982 BESTは、CHAGE and ASKAのベストアルバム。
- SINGLES Vol.1 (1978～1982) は、長渕剛のベストアルバム。